# Brachistosternus intermedius
Espèce
Synonymes
- Brachistosternus weyenberghii intermedius Lönnberg, 1902

Brachistosternus intermedius est une espèce de scorpions de la famille des Bothriuridae.

## Distribution
Cette espèce se rencontre en Bolivie dans les départements de Chuquisaca, de Potosí et d'Oruro et en Argentine dans les provinces de Jujuy, de Salta, de Tucumán et de Catamarca.

## Description
Le mâle décrit par Ojanguren-Affilastro en 2005 mesure 50,11 mm et la femelle 46,64 mm.

## Publication originale
- Lönnberg, 1902 : On some scorpions collected in north-western Argentine and Bolivia by Baron Erland Nordenskiöld. Entomologisk Tidskrift, vol. 23, p. 253-256.